# آلیج
آلیج (به ترکی آذربایجانی: Alıc) یک منطقه مسکونی در جمهوری آذربایجان است که در شهرستان قوبا واقع شده است. آلیج ۳۸۲ نفر جمعیت دارد.